# Ryjkowcowate Belgii
Ryjkowcowate Belgii – ogół taksonów chrząszczy z rodziny ryjkowcowatych (Curculionidae), których występowanie stwierdzono na terytorium Belgii.

## Podrodzina:Bagoinae
W Belgii stwierdzono:

- Bagous angustus
- Bagous binodulus
- Bagous brevis
- Bagous collignensis
- Bagous frit
- Bagous glabrirostris
- Bagous limosus
- Bagous longitarsis
- Bagous lutosus
- Bagous lutulentus
- Bagous lutulosus
- Bagous nodulosus
- Bagous petro
- Bagous puncticollis
- Bagous robustus
- Bagous rotundicollis
- Bagous subcarinatus
- Bagous tempestivus
- Hydronomus alismatis
- Dicranthus elegans
- Dicranthus majzlani

## Podrodzina:Baridinae
W Belgii stwierdzono:
- Baris chlorizans
- Baris cuprirostris
- Baris laticollis
- Baris lepidii
- Baris morio
- Baris picicornis
- Baris scolopacea
- Limnobaris dolorosa
- Limnobaris t-album

## Podrodzina:krótkoryjki(Ceutorhynchinae)
W Belgii stwierdzono:

- Amalorrhynchus melanarius
- Amalus scortillum
- Auleutes epilobii
- Calosirus apicalis
- Calosirus terminatus
- Ceutorhynchus alliariae
- Ceutorhynchus assimilis
- Ceutorhynchus atomus
- Ceutorhynchus cakilis
- Ceutorhynchus chalybaeus
- Ceutorhynchus cochleariae
- Ceutorhynchus constrictus
- Ceutorhynchus contractus
- Ceutorhynchus erysimi
- Ceutorhynchus floralis
- Ceutorhynchus hampei
- Ceutorhynchus hirtulus
- Ceutorhynchus ignitus
- Ceutorhynchus napi
- Ceutorhynchus obstrictus
- Ceutorhynchus pallidactylus – chowacz czterozębny
- Ceutorhynchus pectoralis
- Ceutorhynchus pervicax
- Ceutorhynchus picitarsis
- Ceutorhynchus posthumus
- Ceutorhynchus pulvinatus
- Ceutorhynchus pumilio
- Ceutorhynchus pyrrhorhynchus
- Ceutorhynchus querceti
- Ceutorhynchus rapae
- Ceutorhynchus resedae
- Ceutorhynchus rhenanus
- Ceutorhynchus roberti
- Ceutorhynchus scapularis
- Ceutorhynchus sulcicollis
- Ceutorhynchus syrites
- Ceutorhynchus turbatus
- Coeliastes lamii
- Coeliodes dryados
- Coeliodes erythroleucos
- Coeliodes nigritarsis
- Coeliodes ruber
- Coeliodes rubicundus
- Coeliodes trifasciatus
- Datonychus angulosus
- Datonychus arquatus
- Datonychus melanostictus
- Datonychus urticae
- Drupenatus nasturtii
- Ethelcus denticulatus
- Eubrychius velutus
- Glocianus distinctus
- Glocianus moelleri
- Glocianus pilosellus
- Glocianus punctiger
- Hadroplontus litura
- Hadroplontus trimaculatus
- Micrelus ericae
- Microplontus campestris
- Microplontus figuratus
- Microplontus millefolii
- Microplontus molitor
- Microplontus rugulosus
- Microplontus triangulum
- Mogulones albosignatus
- Mogulones asperifoliarum
- Mogulones cruciger
- Mogulones euphorbiae
- Mogulones geographicus
- Mogulones raphani
- Mogulones t-album
- Mononychus punctumalbum
- Nedyus quadrimaculatus
- Neoglocianus maculaalba
- Neophytobius muricatus
- Neophytobius quadrinodosus
- Oprohinus consputus
- Oprohinus suturalis
- Parethelcus pollinarius
- Pelenomus canaliculatus
- Pelenomus comari
- Pelenomus quadricorniger
- Pelenomus quadrituberculatus
- Pelenomus velaris
- Pelenomus waltoni
- Pelenomus zumpti
- Phytobius leucogaster
- Poophagus sisymbrii
- Rhinoncus albicinctus
- Rhinoncus bruchoides
- Rhinoncus castor
- Rhinoncus inconspectus
- Rhinoncus pericarpius
- Rhinoncus perpendicularis
- Rutidosoma fallax
- Rutidosoma globulus
- Sirocalodes mixtus
- Sirocalodes nigrinus
- Sirocalodes quercicola
- Stenocarus cardui
- Stenocarus ruficornis
- Tapinotus sellatus
- Thamiocolus sahlbergi
- Thamiocolus viduatus
- Trichosirocalus barnevillei
- Trichosirocalus rufulus
- Trichosirocalus spurnyi
- Trichosirocalus thalhammeri
- Trichosirocalus troglodytes
- Zacladus exiguus
- Zacladus geranii

## Podrodzina:Conoderinae
W Belgii stwierdzono:
- Coryssomerus capucinus

## Podrodzina:Krytoryjki(Cryptorhynchinae)
W Belgii stwierdzono:
- Acalles commutatus
- Acalles dubius
- Acalles lemur
- Acalles misellus
- Acalles parvulus
- Acalles ptinoides
- Cryptorhynchus lapathi – krytoryjek olchowiec
- Kyklioacalles roboris
- Ruteria hypocrita

## Podrodzina:Curculioninae
W Belgii stwierdzono:

- Acalyptus carpini
- Anoplus plantaris
- Anoplus roboris
- Anthonomus bituberculatus
- Anthonomus chevrolati
- Anthonomus conspersus
- Anthonomus humeralis
- Anthonomus pedicularius
- Anthonomus phyllocola – kwieciak sosnowiec
- Anthonomus piri – kwieciak gruszowiec
- Anthonomus pomorum – kwieciak jabłkowiec
- Anthonomus rubi – kwieciak malinowiec
- Anthonomus sorbi
- Anthonomus spilotus
- Anthonomus ulmi
- Brachonyx pineti
- Bradybatus fallax
- Bradybatus kellneri
- Cionus alauda
- Cionus hortulanus
- Cionus nigritarsis
- Cionus olens
- Cionus scrophulariae – oskrobek trędownikowiec
- Cionus thapsus
- Cionus tuberculosus – oskrobek towarzyski
- Cleopus pulchellus
- Cleopus solani
- Comasinus setiger
- Curculio betulae
- Curculio crux
- Curculio elephas
- Curculio glandium – słonik żołędziowiec
- Curculio nucum – słonik orzechowiec
- Curculio pellitus
- Curculio pyrrhoceras
- Curculio rubidus
- Curculio salicivorus
- Curculio venosus – słonik dębowiec
- Curculio villosus
- Dorytomus dejeani
- Dorytomus edoughensis
- Dorytomus filirostris
- Dorytomus hirtipennis
- Dorytomus ictor
- Dorytomus longimanus
- Dorytomus melanophthalmus
- Dorytomus nebulosus
- Dorytomus rufatus
- Dorytomus salicinus
- Dorytomus salicis
- Dorytomus schoenherri
- Dorytomus taeniatus
- Dorytomus tortrix
- Dorytomus tremulae
- Ellescus bipunctatus
- Ellescus infirmus
- Ellescus scanicus
- Furcipus rectirostris
- Gymnetron antirrhini
- Gymnetron asellus
- Gymnetron beccabungae
- Gymnetron collinum
- Gymnetron hispidum
- Gymnetron labile
- Gymnetron linariae
- Gymnetron netum
- Gymnetron pascuorum
- Gymnetron rostellum
- Gymnetron tetrum
- Gymnetron thapsicola
- Gymnetron veronicae
- Gymnetron villosulum
- Isochnus angustifrons
- Isochnus foliorum
- Isochnus populicola
- Lignyodes enucleator
- Mecinus collaris
- Mecinus heydeni
- Mecinus janthinus
- Mecinus pyraster
- Miarus campanulae
- Miarus dulcinasutus
- Miarus graminis
- Miarus micros
- Miarus plantarum
- Pseudorchestes pratensis
- Pseudostyphlus pillumus
- Rhamphus oxyacanthae
- Rhamphus pulicarius
- Rhynchaenus alni
- Rhynchaenus calceatus
- Rhynchaenus erythropus
- Rhynchaenus fagi
- Rhynchaenus jota
- Rhynchaenus pilosus
- Rhynchaenus quercus
- Rhynchaenus rufus
- Rhynchaenus rusci
- Rhynchaenus signifer
- Rhynchaenus testaceus
- Sibinia arenariae
- Sibinia phalerata
- Sibinia primita
- Sibinia pyrrhodactyla
- Sibinia variata
- Sibinia viscariae
- Smicronyx coecus
- Smicronyx jungermanniae
- Smicronyx reichii
- Smicronyx smreczynskii
- Stereonychus fraxini
- Tachyerges decoratus
- Tachyerges rufitarsis
- Tachyerges salicis
- Tachyerges stigma
- Tychius breviusculus
- Tychius junceus
- Tychius lineatulus
- Tychius meliloti
- Tychius parallelus
- Tychius picirostris
- Tychius polylineatus
- Tychius pusillus
- Tychius quinquepunctatus
- Tychius schneideri
- Tychius squamulatus
- Tychius stephensi
- Tychius tibialis

## Podrodzina:Cyclominae
W Belgii stwierdzono:
- Gronops inaequalis
- Gronops lunatus

## Podrodzina:Entiminae
W Belgii stwierdzono:

- Alophus triguttatus
- Attactogenus plumbeus
- Barynotus moerens
- Barynotus obscurus
- Barypeithes araneiformis
- Barypeithes mollicomus
- Barypeithes pellucidus
- Barypeithes tenex
- Barypeithes trichopterus
- Brachyderes incanus
- Brachyderes lusitanicus
- Brachysomus echinatus
- Brachysomus hirtus
- Caenopsis fissirostris
- Caenopsis waltoni
- Chlorophanus viridis – zieleńczyk zielonawy
- Liophloeus tessulatus
- Omiamima mollina
- Otiorhynchus apenninus
- Otiorhynchus atroapterus
- Otiorhynchus aurifer
- Otiorhynchus crataegi
- Otiorhynchus dieckmanni
- Otiorhynchus frisius
- Otiorhynchus ligneus
- Otiorhynchus ligustici
- Otiorhynchus lugdunensis
- Otiorhynchus ovatus
- Otiorhynchus porcatus
- Otiorhynchus raucus
- Otiorhynchus rugosostriatus
- Otiorhynchus singularis
- Otiorhynchus sulcatus
- Otiorhynchus veterator
- Parascythopus exsulans
- Peritelus sphaeroides
- Philopedon plagiatus
- Phyllobius argentatus – naliściak srebrniak
- Phyllobius betulinus – naliściak brzozowiak
- Phyllobius calcaratus
- Phyllobius maculicornis – naliściak nakrzewiak
- Phyllobius oblongus – naliściak pączkojad
- Phyllobius pomaceus – naliściak pokrzywowiec
- Phyllobius pyri – naliściak gruszkowy
- Phyllobius roboretanus
- Phyllobius sinuatus
- Phyllobius vespertinus
- Phyllobius virideaeris – naliściak mały
- Polydrusus cervinus
- Polydrusus confluens
- Polydrusus corruscus
- Polydrusus flavipes
- Polydrusus impar
- Polydrusus impressifrons
- Polydrusus marginatus
- Polydrusus mollis – obryzg świerkowiec
- Polydrusus pallidus
- Polydrusus prasinus
- Polydrusus pterygomalis
- Polydrusus pulchellus
- Polydrusus sericeus
- Polydrusus undatus
- Sciaphilus asperatus
- Simo hirticornis
- Simo variegatus
- Sitona cambricus
- Sitona cylindricollis
- Sitona gemellatus
- Sitona gressorius
- Sitona griseus
- Sitona hispidulus – oprzędzik żółtonogi
- Sitona humeralis
- Sitona lepidus
- Sitona lineatus – oprzędzik pręgowany
- Sitona lineellus
- Sitona macularius – oprzędzik grochowy
- Sitona ononidis
- Sitona puncticollis
- Sitona regensteinensis
- Sitona striatellus
- Sitona sulcifrons
- Sitona suturalis
- Sitona waterhousei
- Strophosoma capitatum
- Strophosoma faber
- Strophosoma fulvicorne
- Strophosoma melanogrammum
- Strophosoma nebulosum
- Strophosoma sus
- Tanymecus palliatus
- Trachyphloeus alternans
- Trachyphloeus angustisetulus
- Trachyphloeus aristatus
- Trachyphloeus asperatus
- Trachyphloeus bifoveolatus
- Trachyphloeus heymesi
- Trachyphloeus scabriculus
- Trachyphloeus spinimanus
- Tropiphorus elevatus

## Podrodzina:kornikowate(Scolytinae)
W Belgii stwierdzono:

- Carphoborus minimus – listwiaczek najmniejszy
- Cryphalus abietis – wgryzoń świerkowiec
- Crypturgus cinereus – skrycik szary
- Crypturgus pusillus – skrycik najmniejszy
- Dendroctonus micans – bielojad olbrzymi
- Dryocoetes autographus – drzewożerek jednożenny
- Dryocoetes villosus
- Ernopocirus fagi
- Ernoporus tiliae
- Gnathotrichus materiarius
- Hylastes angustatus
- Hylastes ater – zakorek czarny
- Hylastes attenuatus
- Hylastes brunneus
- Hylastes cunicularius – zakorek świerkowiec
- Hylastes linearis
- Hylastes opacus
- Hylastinus obscurus
- Hylesinus crenatus – jeśniak czarny
- Hylesinus oleiperda
- Hylurgops palliatus – polesiak obramowany
- Hylurgus ligniperda – drzewiś owłosiony
- Ips cembrae – kornik modrzewiowiec
- Ips sexdentatus – kornik sześciozębny
- Ips typographus – kornik drukarz
- Lespersinus fraxini
- Lymantor coryli
- Orthotomicus laricis – korniczek wielozębny
- Orthotomicus proximus – korniczek płaskozębny
- Orthotomicus suturalis – korniczek ostrozębny
- Phloeosinus thujae
- Phloeotribus rhododactylus
- Phthorophloeus spinulosus
- Pityogenes bidentatus – rytownik dwuzębny
- Pityogenes chalcographus – rytownik pospolity
- Pityophthorus glabratus – bruzdkowiec gładki
- Pityophthorus lichtensteinii
- Pityophthorus pubescens
- Polygraphus poligraphus – czterooczak świerkowiec
- Pteleobius kraatzi
- Pteleobius vittatus
- Scolytus carpini – ogłodek grabowiec
- Scolytus intricatus – ogłodek dębowiec
- Scolytus mali – ogłodek jabłonowiec
- Scolytus multistriatus – ogłodek wielorzędowy
- Scolytus pygmaeus – ogłodek karzełek
- Scolytus ratzeburgii – ogłodek brzozowiec
- Scolytus rugulosus – ogłodek szorstki
- Scolytus scolytus – ogłodek wiązowiec
- Taphrorychus bicolor – roztoczek bukowiec
- Taphrorychus villifrons
- Tomicus minor – cetyniec mniejszy
- Tomicus piniperda – cetyniec większy
- Trypophloeus asperatus
- Xyleborus dispar
- Xyleborus dryographus
- Xyleborus monographus – rozwiertek większy
- Xyleborus saxeseni
- Xylocleptes bispinus
- Xyloterus domesticus
- Xyloterus lineatus
- Xyloterus signatus

## Podrodzina:Lixinae
W Belgii stwierdzono:
- Chromoderus affinis
- Cleonis pigra – szarek ostowiec
- Coniocleonus hollbergi
- Coniocleonus nebulosus
- Cyphocleonus dealbatus
- Cyphocleonus trisulcatus
- Larinus planus
- Larinus sturnus
- Lixus angustatus
- Lixus bardanae – kulczanka szczawiowa
- Lixus iridis – kulczanka kosaćcówka
- Lixus paraplecticus – kulczanka wodniczka
- Lixus pulverulentus – kulczanka ślazówka
- Lixus sanguineus
- Lixus vilis
- Rhinocyllus conicus

## Podrodzina:Mesoptiliiinae
W Belgii stwierdzono:
- Magdalis armigera – wałczyk wiązowiec
- Magdalis barbicornis
- Magdalis carbonaria
- Magdalis cerasi – wałczyk jarzębowiec
- Magdalis duplicata
- Magdalis flavicornis
- Magdalis frontalis – wałczyk stalowy
- Magdalis fuscicornis
- Magdalis linearis
- Magdalis memnonia
- Magdalis nitida
- Magdalis nitidipennis
- Magdalis phlegmatica
- Magdalis rufa
- Magdalis ruficornis – wałczyk rudorogi
- Magdalis violacea – wałczyk fioletowy

## Podrodzina:Molytinae
W Belgii stwierdzono:
- Hylobius abietis – szeliniak sosnowiec
- Hylobius transversovittatus
- Leiosoma deflexum
- Lepyrus capucinus
- Lepyrus palustris – znaczyn dwuplamek
- Liparus coronatus
- Liparus germanus
- Minyops carinatus
- Mitoplinthus caliginosus
- Pissodes castaneus – smolik znaczony
- Pissodes pini – smolik sosnowiec
- Pissodes piniphilus – smolik drągowinowiec
- Pissodes validirostris – smolik szyszkowiec
- Trachodes hispidus

## Podrodzina:Orobitidinae
W Belgii stwierdzono:
- Orobitis cyaneus

## Podrodzina:trzenie(Cossoninae)
W Belgii stwierdzono:
- Cossonus cylindricus – trzeń ciemny
- Cossonus linearis – trzeń krótkoryjkowy
- Cossonus parallelepipedus – trzeń długoryjkowy
- Pentarthrum huttoni
- Phloeophagus lignarius
- Pselactus spadix
- Rhyncolus elongatus
- Rhyncolus punctatulus
- Stereocorynes truncorum

## Podrodzina:wyrynnikowate(Platypodinae)
W Belgii stwierdzono:
- Platypus cylindrus – wyrynnik dębowiec

## Podrodzina:ziołomirki(Hyperinae)
W Belgii stwierdzono:
- Donus intermedius
- Hypera adspersa
- Hypera arator
- Hypera arundinis
- Hypera dauci
- Hypera diversipunctata
- Hypera fuscocinerea
- Hypera kunzii
- Hypera meles
- Hypera nigrirostris – ziołomirek ciemnopasy
- Hypera pastinacae
- Hypera plantaginis – ziołomirek odlotek
- Hypera postica – ziołomirek lucernowy
- Hypera rumicis
- Hypera suspiciosa
- Hypera venusta
- Hypera zoilus
- Limobius borealis
- Limobius mixtus